# Espagne aux Jeux olympiques d'été de 2008
L'Espagne participe aux Jeux olympiques d'été de 2008 à Pékin.

## Liste des médaillés espagnols

### Médailles d'or
| Sport              | Discipline                 | Sportifs                     | Performance    |
| ------------------ | -------------------------- | ---------------------------- | -------------- |
| Médailles d'or : 5 |                            |                              |                |
| Cyclisme sur route | Course sur route (H)       | Samuel Sánchez               | 6 h 23 min 49s |
| Cyclisme sur piste | Course aux points (H)      | Joan Llaneras                |                |
| Kayak              | Kayak biplace K2 500 m (H) | Saul Craviotto Carlos Perez  |                |
| Tennis             | Simple (H)                 | Rafael Nadal                 | 6-3, 7-6, 6-3  |
| Voile              | Tornado                    | Fernando Echavarri Antón Paz |                |

### Médailles d'argent
| Sport                   | Discipline                     | Sportifs | Performance |
| ----------------------- | ------------------------------ | --- | ----------- |
| Médailles d'argent : 11 |                                | |             |
| Basket-Ball             | Hommes                         | José Manuel Calderón Raúl López Ricky Rubio Juan Carlos Navarro Rudy Fernández Berni Rodríguez Carlos Jiménez Álex Mumbrú Jorge Garbajosa Felipe Reyes Marc Gasol Pau Gasol                                                      | 107-118     |
| Canoë                   | Canoë monoplace C1 1 000 m (H) | David Cal |             |
| Canoë                   | Canoë monoplace C1 500 m (H)   | David Cal |             |
| Cyclisme sur piste      | Américaine                     | Joan Llaneras Antonio Tauler |             |
| Gymnastique artistique  | Exercices au sol (H)           | Gervasio Deferr |             |
| Haltérophilie           | Moins de 75 kg (F)             | Lidia Valentin | 250 kg      |
| Hockey sur gazon        | Hommes                         | Francisco Cortés Xavier Ribas Rodrigo Garza Ramón Alegre Sergi Enrique Juan Fernández Francisco Fábregas Monegal Albert Sala Alex Fábregas David Alegre Pablo Amat Eduardo Tubau Santi Freixa Víctor Sojo Eduard Arbós Roc Oliva |             |
| Natation synchronisée   | Duo                            | Andrea Fuentes Gemma Mengual |             |
| Natation synchronisée   | Épreuve par équipes            | Alba María Cabello Raquel Corral Andrea Fuentes Thais Henríquez Laura Lopez Gemma Mengual Irina Rodriguez Paola Tirados Gisela Moron                                                                                             |             |
| Tennis                  | Double (F)                     | Anabel Medina Garrigues Virginia Ruano Pascual | 2-6, 0-6    |
| Voile                   | 49er                           | Iker Martínez Xabier Fernández |             |

### Médailles de bronze
| Sport                   | Discipline            | Sportifs | Performance |
| ----------------------- | --------------------- | --- | ----------- |
| Médailles de bronze : 3 |                       | |             |
| Cyclisme sur piste      | Course aux points (F) | Leire Olaberría |             |
| Escrime                 | Épée individuel (H)   | José Luis Abajo |             |
| Handball                | Hommes                | David Barrufet Ion Belaustegui David Davis Cámara Alberto Entrerríos Raúl Entrerríos Rubén Garabaya Juan García Lorenzana José Javier Hombrados Demetrio Lozano Cristian Malmagro Martos Albert Rocas Iker Romero Víctor Tomás |             |

## Athlètes engagés

### Athlétisme
| Hommes - 100 m - Ángel David Rodríguez - 200 m - Ángel David Rodríguez - 800 m - Manuel Olmedo - Antonio Manuel Reina - Miguel Quesada - 1500 m - Juan Carlos Higuero - Arturo Casado - Reyes Estévez - 5000 m - Jesús España - Alemayehu Bezabeh - Alberto García - 10 000 m - Juan Carlos de la Ossa - Carles Castillejo - Ayad Lamdassem - 20 km marche - Francisco Javier Fernández - Juan Manuel Molina - Benjamín Sánchez - 50 km marche - Jesús Ángel García - Mikel Odriozola - Santiago Pérez - Marathon - Julio Rey - Chema Martínez - José Ríos - 3 000 m steeple - Rubén Palomeque - José Luis Blanco - Eliseo Martín - 110 m haies - Jackson Quiñonez - Saut en hauteur - Javier Bermejo - Saut en longueur - Luis Felipe Meliz - Lancer de poids - Manuel Martínez - Disque - Mario Pestano - Frank Casañas - Décathlon - David Gómez | Femmes - 1 500 m - Iris Fuentes-Pila - Natalia Rodríguez - 5 000 m - Dolores Checa - 10 000 m - Isabel Checa - 100 m haies - Josephine Onyia - 400 m haies - Laia Forcadell - 3 000 m steeple - Marta Domínguez - Rosa Morató - Zulema Fuentes-Pila - 20 km marche - María Vasco - Beatriz Pascual - María José Poves - Marathon - Alessandra Aguilar - Yesenia Centeno - María José Pueyo - Saut en hauteur - Ruth Beitia - Saut à la perche - Naroa Agirre - Saut en longueur - Concepción Montaner - Triple saut - Carlota Castrejana - Lancer de poids - Irache Quintanal - Lancer de javelot - Mercedes Chilla - Lancer de disque - Berta Castells |

#### Hommes
| Épreuve          | Athlète                    | Séries       | Séries | Quarts de finale | Quarts de finale | Demi-finales | Demi-finales | Finale       | Finale |
| Épreuve          | Athlète                    | Résultat     | Rang   | Résultat         | Rang             | Résultat     | Rang         | Résultat     | Rang   |
| ---------------- | -------------------------- | ------------ | ------ | ---------------- | ---------------- | ------------ | ------------ | ------------ | ------ |
| 100 mètres       | Ángel David Rodríguez      | 10.34        | 4e Q   | 10.35            | 8e               | -            | -            | -            | -      |
| 200 mètres       | Ángel David Rodríguez      | 20.87        | 4e Q   | 20.96            | 8e               | -            | -            | -            | -      |
| 800 mètres       | Miguel Quesada             | 1min 48.06   | 4e     | -                | -                | -            | -            | -            | -      |
| 800 mètres       | Manuel Olmedo              | 1min 45.78   | 1er Q  | NC               | NC               | 1min 45.91   | 4e           | -            | -      |
| 800 mètres       | Antonio Manuel Reina       | 1min 46.30   | 3e Q   | NC               | NC               | 1min 46.40   | 7e           | -            | -      |
| 1 500 mètres     | Reyes Estévez              | 3 min 39.62  | 8e     | -                | -                | -            | -            | -            | -      |
| 1 500 mètres     | Arturo Casado              | 3 min 36.42  | 2e Q   | NC               | NC               | 3 min 41.57  | 11e          | -            | -      |
| 1 500 mètres     | Juan Carlos Higuero        | 3 min 41.70  | 3e Q   | NC               | NC               | 3 min 37.31  | 3e Q         | 3 min 34.44  | 4e     |
| 5 000 mètres     | Alberto García             | 13 min 58.20 | 9e     | -                | -                | -            | -            | -            | -      |
| 5 000 mètres     | Alemayehu Bezabeh          | 13 min 37.88 | 5e Q   | NC               | NC               | NC           | NC           | 13 min 30.48 | 11e    |
| 5 000 mètres     | Jesús España               | 13 min 48.88 | 4e Q   | NC               | NC               | NC           | NC           | 13 min 55.94 | 14e    |
| 10 000 mètres    | Ayad Lamdassem             | NC           | NC     | NC               | NC               | NC           | NC           | 28 min 13.73 | 24e    |
| 10 000 mètres    | Carles Castillejo          | NC           | NC     | NC               | NC               | NC           | NC           | 28 min 13.68 | 23e    |
| 10 000 mètres    | Juan Carlos de la Ossa     | NC           | NC     | NC               | NC               | NC           | NC           | 27 min 54.20 | 17e    |
| 110 mètres haies | Jackson Quiñónez           | 13.41        | 2e Q   | 13.47            | 3e Q             | 13.40        | 3e Q         | 13.69        | 8e     |
| 3000m steeple    | Eliseo Martín              | 8 min 23.19  | 5e     | -                | -                | -            | -            | -            | -      |
| 3000m steeple    | José Luis Blanco           | 8 min 37.37  | 12e    | -                | -                | -            | -            | -            | -      |
| 3000m steeple    | Ruben Palomeque            | 8 min 58.50  | 12e    | -                | -                | -            | -            | -            | -      |
| 20 km marche     | Benjamin Sanchez           | NC           | NC     | NC               | NC               | NC           | NC           | 1h 21 min 38 | 13e    |
| 20 km marche     | Juan Manuel Molina         | NC           | NC     | NC               | NC               | NC           | NC           | 1h 21 min 25 | 12e    |
| 20 km marche     | Francisco Javier Fernández | NC           | NC     | NC               | NC               | NC           | NC           | 1h 20 min 32 | 7e     |
| 50 km marche     | Santiago Pérez             | NC           | NC     | NC               | NC               | NC           | NC           | 3h 59 min 41 | 26e    |
| 50 km marche     | Mikel Odriozola            | NC           | NC     | NC               | NC               | NC           | NC           | 3h 51 min 30 | 13e    |
| 50 km marche     | Jesús Ángel García         | NC           | NC     | NC               | NC               | NC           | NC           | 3h 44 min 08 | 4e     |
| Saut en longueur | Luis Felipe Méliz          | 7,95m        | 6e Q   | NC               | NC               | NC           | NC           | 8,07m        | 6e     |
| Saut en hauteur  | Javier Bermejo             | 2,20m        | 13e    | -                | -                | -            | -            | -            | -      |
| Lancer du poids  | Manuel Martínez            | 19,81m       | 10e    | -                | -                | -            | -            | -            | -      |
| Lancer du disque | Mario Pestano              | 64,42m       | 4e Q   | NC               | NC               | NC           | NC           | 63,42m       | 9e     |
| Lancer du disque | Frank Casañas              | 64,99m       | 2e Q   | NC               | NC               | NC           | NC           | 66,49m       | 5e     |
| Décathlon        | David Gomez                | NC           | NC     | NC               | NC               | NC           | NC           | 6876 PTS     | 25e    |

#### Femmes
| Épreuve              | Athlète             | Séries       | Séries | Quarts de finale | Quarts de finale | Demi-finales | Demi-finales | Finale       | Finale |
| Épreuve              | Athlète             | Résultat     | Rang   | Résultat         | Rang             | Résultat     | Rang         | Résultat     | Rang   |
| -------------------- | ------------------- | ------------ | ------ | ---------------- | ---------------- | ------------ | ------------ | ------------ | ------ |
| 1500 mètres          | Natalia Rodríguez   | 4 min 05.30  | 2e Q   | NC               | NC               | NC           | NC           | 4 min 03.19  | 6e     |
| 1500 mètres          | Iris Fuentes-Pila   | 4 min 14.10  | 2e Q   | NC               | NC               | NC           | NC           | 4 min 04.86  | 8e     |
| 5 000 mètres         | Dolores Checa       | 15 min 31.22 | 13e    | -                | -                | -            | -            | -            | -      |
| 10 000 mètres        | Isabel Checa        | NC           | NC     | NC               | NC               | NC           | NC           | 33 min 17.88 | 29e    |
| Marathon             | Maria José Pueyo    | NC           | NC     | NC               | NC               | NC           | NC           | 2h 48 min 01 | 64e    |
| Marathon             | Alessandra Aguilar  | NC           | NC     | NC               | NC               | NC           | NC           | 2h 39 min 29 | 54e    |
| Marathon             | Yesenia Centeno     | NC           | NC     | NC               | NC               | NC           | NC           | 2h 36 min 25 | 45e    |
| 100 mètres haies     | Josephine Onyia     | 12.68        | 1er Q  | NC               | NC               | 12.86        | 5e           | -            | -      |
| 400 mètres haies     | Laia Forcadell      | 58.64        | 7e     | -                | -                | -            | -            | -            | -      |
| 3 000 mètres steeple | Rosa Morato         | 9 min 45.33  | 12e    | -                | -                | -            | -            | -            | -      |
| 3 000 mètres steeple | Zulema Fuentes-Pila | 9 min 29.40  | 4e Q   | NC               | NC               | NC           | NC           | 9 min 35.16  | 12e    |
| 3 000 mètres steeple | Marta Domínguez     | 9 min 22.11  | 2e Q   | NC               | NC               | NC           | NC           | Ab.          | /      |
| 20 km marche         | Maria Jose Poves    | NC           | NC     | NC               | NC               | NC           | NC           | 1h 30 min 52 | 17e    |
| 20 km marche         | Beatriz Pascual     | NC           | NC     | NC               | NC               | NC           | NC           | 1h 27 min 44 | 6e     |
| 20 km marche         | María Vasco         | NC           | NC     | NC               | NC               | NC           | NC           | 1h 27 min 25 | 5e     |
| Saut en longueur     | Concepción Montaner | 6,53m        | 7e     | -                | -                | -            | -            | -            | -      |
| Triple saut          | Carlota Castrejana  | 14,02m       | 9e     | -                | -                | -            | -            | -            | -      |
| Saut en hauteur      | Ruth Beitia         | 1,93m        | 2e Q   | NC               | NC               | NC           | NC           | 1,96m        | 4e     |
| Saut à la perche     | Naroa Agirre        | 4,40m        | 7e     | -                | -                | -            | -            | -            | -      |
| Lancer du poids      | Irache Quintanal    | NM           | /      | -                | -                | -            | -            | -            | -      |
| Lancer du marteau    | Berta Castells      | 62,44m       | 20e    | -                | -                | -            | -            | -            | -      |
| Lancer du javelot    | Mercedes Chilla     | 61,81m       | 4e Q   | NC               | NC               | NC           | NC           | 58,13m       | 8e     |

### Aviron
| Hommes | Femmes - Nuria Dominguez Asensio |

### Badminton
- Simple messieurs : Pablo Abián
- Simples dames : Yoana Martínez

#### Hommes
[modifier | modifier le code]
| Épreuve | Athlète           | 32éme de Finale                 | 16éme de Finale | Huitième de Finale | Quarts de finale | Demi-finales | Finale/ 3e place |
| Épreuve | Athlète           | Résultats                       | Résultat        | Résultat           | Résultat         | Résultat     | Résultat         |
| ------- | ----------------- | ------------------------------- | --------------- | ------------------ | ---------------- | ------------ | ---------------- |
| Simple  | Pablo Abian Vicen | Navickas 1-2 (21/23-21/12-9/21) | -               | -                  | -                | -            | -                |

### Basket-ball
L'équipe masculine s'est qualifiée en qualité de championne du monde, titre obtenu lors des Championnats du monde 2006. La sélection a été annoncée par le sélectionneur Aíto García Reneses le 21 juillet
L'équipe féminine s'est qualifiée lors du Tournoi préolympique qui s'est déroulé en juin à Madrid.
| Hommes - José Manuel Calderón - Raúl López - Ricky Rubio - Juan Carlos Navarro - Rudy Fernández - Berni Rodríguez - Carlos Jiménez - Álex Mumbrú - Jorge Garbajosa - Felipe Reyes - Marc Gasol - Pau Gasol | Femmes - Tamara Abalde - Elisa Aguilar - Cindy Lima - Núria Martínez - Anna Montañana - Laura Nicholls - Laia Palau - Lucila Pascua - María Revuelto - Isabel Sánchez - Alba Torrens - Amaya Valdemoro |

| Épreuve          | Phase de groupes     | Phase de groupes     | Phase de groupes         | Phase de groupes          | Phase de groupes      | Quart de Finale        | Demi-finale             | Finale / MB                | Rang              |
| Épreuve          | Adversaire Résultat  | Adversaire Résultat  | Adversaire Résultat      | Adversaire Résultat       | Adversaire Résultat   | Adversaire Résultat    | Adversaire Résultat     | Adversaire Résultat        | Rang              |
| ---------------- | -------------------- | -------------------- | ------------------------ | ------------------------- | --------------------- | ---------------------- | ----------------------- | -------------------------- | ----------------- |
| Tournoi masculin | Grèce Victoire 81-66 | Chine Victoire 85-75 | Allemagne Victoire 72-59 | États-Unis Défaite 82-119 | Angola Victoire 98-50 | Croatie Victoire 72-59 | Lituanie Victoire 91-86 | États-Unis Défaite 107-118 | Médaille d'argent |

### Boxe
- -48 kg : Jose de la Nieve Linares

| Athlète            | Catégorie                | 16e de finale       | 8e de finale        | Quart de finale     | Demi-finale         | Finale              |
| Athlète            | Catégorie                | Adversaire Résultat | Adversaire Résultat | Adversaire Résultat | Adversaire Résultat | Adversaire Résultat |
| ------------------ | ------------------------ | ------------------- | ------------------- | ------------------- | ------------------- | ------------------- |
| Kelvin De La Nieve | Poids mi-mouches (-48kg) | Yanez Défaite 9-12  | -                   | -                   | -                   | -                   |

### Canoë-Kayak
| Hommes - C1 - Ander Elosegi - K-1 - Guillermo Díez-Canedo | Femmes - K-1 - Maialen Chourraut |

| Athlète               | Compétition | Éliminatoires | Éliminatoires | Demi-finales | Demi-finales | Finale A   | Finale A |
| Athlète               | Compétition | Temps         | Rang          | Temps        | Rang         | Temps      | Rang     |
| --------------------- | ----------- | ------------- | ------------- | ------------ | ------------ | ---------- | -------- |
| Guillermo Diez Canedo | K1          | 173.02 pts    | 12e           | 90.06 pts    | 14e          | -          | -        |
| Ander Elosegi         | C1          | 172.47 pts    | 5e            | 92.19 pts    | 7e           | 183.14 pts | 6e       |

#### Course en ligne
| Hommes - C1 - 500 m - David Cal - C1 - 1000 m - David Cal - K2 - 500 m - Saúl Craviotto - Carlos Pérez Rial | Femmes - K2 - 500 m - Beatriz Manchón - Sonia Molanes - K4 - 500 m - Beatriz Manchón - Jana Smidakova - Sonia Molanes - Teresa Portela |

| Athlète           | Compétition | Éliminatoires  | Éliminatoires | Demi-finales | Demi-finales | Finale A       | Finale A          |
| Athlète           | Compétition | Temps          | Rang          | Temps        | Rang         | Temps          | Rang              |
| ----------------- | ----------- | -------------- | ------------- | ------------ | ------------ | -------------- | ----------------- |
| Saúl Craviotto    | K2 500m     | 1 min 28 s 983 | 2e            | NC           | NC           | 1 min 28 s 736 | Médaille d'or     |
| Carlos Perez Rial | K2 500m     | 1 min 28 s 983 | 2e            | NC           | NC           | 1 min 28 s 736 | Médaille d'or     |
| David Cal         | C1 500m     | 1 min 48 s 095 | 1er           | NC           | NC           | 1 min 48 s 397 | Médaille d'argent |
| David Cal         | C1 1000m    | 3 min 58 s 756 | 1er           | NC           | NC           | 3 min 52 s 751 | Médaille d'argent |

### Cyclisme

#### Route
| Hommes - Carlos Sastre - Alberto Contador - Óscar Freire - Samuel Sánchez - Alejandro Valverde |

| Athlète            | Compétition      | Temps         | Rang          |
| ------------------ | ---------------- | ------------- | ------------- |
| Samuel Sánchez     | Course en ligne  | 6 h 23 min 49 | Médaille d'or |
| Alejandro Valverde | Course en ligne  | 6 h 24 min 11 | 12e           |
| Carlos Sastre      | Course en ligne  | 6 h 31 min 06 | 48e           |
| Alberto Contador   | Contre-la-montre | 1 h 03 min 29 | 4e            |
| Samuel Sánchez     | Contre-la-montre | 1 h 04 min 37 | 6e            |

#### Piste
| Hommes - Sergi Escobar : poursuite et poursuite par équipe - Antonio Tauler : poursuite par équipe - Asier Maeztu : poursuite par équipe - David Muntaner - Antonio Miguel : poursuite par équipe - Joan Llaneras : madison, course par points - Unai Elorriaga Zubiaur : madison - Albert Torres Barceló : course par points | Femmes - Leire Olaberría course par points |

| Athlète              | Compétition                      | Qualification                  | Qualification                  | Demi-finales                      | Match pour le bronze     | Match pour le bronze | Finale                   | Finale |
| Athlète              | Compétition                      | Temps Vitesse                  | Rang                           | Adversaire Temps Vitesse          | Adversaire Temps Vitesse | Rang                 | Adversaire Temps Vitesse | Rang   |
| -------------------- | -------------------------------- | ------------------------------ | ------------------------------ | --------------------------------- | ------------------------ | -------------------- | ------------------------ | ------ |
| Antonio Tauler       | Poursuite individuelle masculine | Mouris Victoire 4 min 22 s 462 | Mouris Victoire 4 min 22 s 462 | Markov Défaite 4 min 24 s 974     | -                        | -                    | -                        | -      |
| Sergi Escobar        | Poursuite individuelle masculine | Serov Défaite 4 min 26 s 102   | Serov Défaite 4 min 26 s 102   | -                                 | -                        | -                    | -                        | -      |
| Sergi Escobar        | Poursuite par équipes            | 4 min 06 s 509                 | 7e                             | Nouvelle-Zélande Défaite + 1 Tour | -                        | -                    | -                        | -      |
| Asier Maeztu         | Poursuite par équipes            | 4 min 06 s 509                 | 7e                             | Nouvelle-Zélande Défaite + 1 Tour | -                        | -                    | -                        | -      |
| David Muntaner       | Poursuite par équipes            | 4 min 06 s 509                 | 7e                             | Nouvelle-Zélande Défaite + 1 Tour | -                        | -                    | -                        | -      |
| Antonio Miguel Parra | Poursuite par équipes            | 4 min 06 s 509                 | 7e                             | Nouvelle-Zélande Défaite + 1 Tour | -                        | -                    | -                        | -      |

| Athlète        | Compétition           | Points | Rang              |
| -------------- | --------------------- | ------ | ----------------- |
| Joan Llaneras  | Course aux points     | 60     | Médaille d'or     |
| Joan Llaneras  | Course à l'américaine | 7      | Médaille d'argent |
| Antonio Tauler | Course à l'américaine | 7      | Médaille d'argent |

#### VTT
| Hommes | Femmes |

| Athlète              | Compétition              | Temps           | Rang |
| -------------------- | ------------------------ | --------------- | ---- |
| Iñaki Lejarreta      | Cross-country VTT hommes | 2 h 00 min 21 s | 8e   |
| José Antonio Hermida | Cross-country VTT hommes | 2 h 01 min 01 s | 10e  |
| Carlos Coloma        | Cross-country VTT hommes | 2 h 09 min 05 s | 28e  |

#### BMX
| Hommes | Femmes |

### Escrime
| Hommes - Epée - José Luis Abajo - Fleuret - Javier Menéndez - Sabre - Jorge Pina - Jaime Martí | Femmes - Sabre - Araceli Navarro |

| Athlète         | Compétition                 | 1/32 de finale   | 1/16 de finale                  | 1/8 de finale         | Quarts de finale            | Demi-finales             | Match pour la médaille de bronze | Match pour la médaille de bronze | Finale           | Finale |
| Athlète         | Compétition                 | Adversaire Score | Adversaire Score                | Adversaire Score      | Adversaire Score            | Adversaire Score         | Adversaire Score                 | Rang                             | Adversaire Score | Rang   |
| --------------- | --------------------------- | ---------------- | ------------------------------- | --------------------- | --------------------------- | ------------------------ | -------------------------------- | -------------------------------- | ---------------- | ------ |
| José Luis Abajo | Épée masculine individuelle | NC               | Kim Won-jin (en) Victoire 15-14 | Jeannet Victoire 15-9 | Confalonieri Victoire 14-13 | Tagliariol Défaite 12-15 | Boczko Victoire 8-7              | Médaille de bronze               | -                | -      |

### Gymnastique
| Hommes | Femmes |

### Handball
l'équipe masculine a obtenu son droit de se rendre aux jeux de Pékin en terminant deuxième derrière la France lors de l'un des trois Tournois de qualification olympique qui a eu lieu en mai/juin 2008 en France.
l'équipe féminine, en raison de sa 9e place au Championnat d'Europe 2006 n'a pas obtenue le droit de participer aux Tournois de qualification olympique.
| Hommes - David Barrufet - Jon Belaustegui Ruano - David Davis Cámara - Alberto Entrerríos Rodríguez - Raúl Entrerríos Rodríguez - Rubén Garabaya - Juan García Lorenzana - José Javier Hombrados - Demetrio Lozano Jarque - Cristian Malmagro Viaña - Carlos Prieto Martos - Albert Rocas Comas - Iker Romero Fernández - Víctor Tomás González |

### Haltérophilie
| Hommes | Femmes |

### Hockey sur gazon
| Hommes - Francisco Cortés - Xavier Ribas - Rodrigo Garza - Ramón Alegre - Sergi Enrique - Juan Fernández - Francisco Fábregas Monegal - Albert Sala - Alex Fábregas - David Alegre - Pablo Amat - Eduardo Tubau - Santi Freixa - Víctor Sojo - Eduard Arbós - Roc Oliva | Femmes - Silvia Bonastre - Georgina Oliva - Esther Termens - Marta Ejarque - Gloria Comerma - Raquel Huertas - María Jesús Rosa - Montse Cruz - Pilar Sánchez - Bárbara Malda - Silvia Muñoz - María Romagosa - Julia Menéndez - Nuria Camón - Rocío Ybarra - María López |

### Judo
| Hommes - -66 kg : Óscar Peñas García - -90 kg : David Alarza Palacios | Femmes - -52 kg : Ana Carrascosa - -57 kg : Isabel Fernández - -70 kg : Leire Iglesias Armiño - -78 kg : Esther San Miguel Busto |

### Lutte
| Femmes |

### Sports aquatiques

#### Natation
| Hommes | Femmes |

### Tennis
| Hommes - Simple - Nicolás Almagro - David Ferrer - Rafael Nadal - Tommy Robredo - double - Nicolás Almagro - David Ferrer - Rafael Nadal - Tommy Robredo | Femmes - Simple - Carla Suárez Navarro - double - Nuria Llagostera Vives - María José Martínez Sánchez - Anabel Medina Garrigues - Virginia Ruano Pascual |

### Tir à l'arc
| Hommes | Femmes |

### Volley-ball
- beach volley
  - Pablo Herrera Allepuz / Raúl Mesa Lite